# Geoffroy II d'Anjou
Geoffroy (Gaufridus ou Goffredus) II, dit Martel, né le 14 octobre 1006, mort le 14 novembre 1060, fut comte de Vendôme (par usurpation) de 1032 à 1058, comte d'Anjou de 1040 à 1060 et comte de Tours de 1044 à 1060. Il était le dernier membre de la famille des Ingelgeriens et fils de Foulques III Nerra, comte d'Anjou, et d'Hildegarde.

## Biographie
Geoffroy commença sa carrière en se faisant une place hors d'Anjou, son père ne voulant pas y partager son pouvoir. Il épousa en 1032 Agnès de Bourgogne, la veuve du comte de Poitiers et duc d'Aquitaine Guillaume V le Grand. Son épouse, voulant garder une place prééminente en Aquitaine, l'incita à intervenir dans cette région, où il combattit des fils issus des premiers mariages de Guillaume V, Guillaume VI et Eudes. Il vainquit Guillaume VI en 1033 à Moncontour et s'empara de la Saintonge. À la mort d'Eudes, tué en 1039 au siège de Mauzé en attaquant Geoffroy II de Thouars, un allié de Geoffroy, ce fut son beau-fils Guillaume VII Aigret qui devint comte de Poitiers et duc d'Aquitaine, et Geoffroy profita de son jeune âge pour avoir la mainmise sur ces fiefs.
Durant cette période, en 1032, sa demi-sœur Adèle, comtesse de Vendôme, se brouilla avec son fils Foulques l'Oison et céda à Geoffroy sa moitié du comté de Vendôme. Rapidement Geoffroy fit la conquête de l'autre moitié, évinçant Foulques, qui ne récupéra le comté qu'en 1056, sur la demande du roi Henri Ier. Durant sa période à Vendôme, il fonda l'abbaye de la Trinité.
La rivalité grandit entre le père, Foulque Nerra, et le fils, Geoffroy, qui souhaitait prendre la tutelle du comté d'Anjou. Une guerre les opposa de 1036 à 1039, au terme duquel Geoffroy fut vaincu. Cependant, Foulques mourut l'année suivante.
Allié au roi Henri Ier, il combat la maison de Blois, vainc et capture le comte Thibaut III à la bataille de Nouy en 1044. Celui-ci ne recouvrera sa liberté qu'en échange de la Touraine, où Geoffroy évincera les partisans du comte de Blois. Mais le roi commença alors à s'inquiéter de la puissance du comte d'Anjou et chercha à contrecarrer les ambitions de ce dernier.
Après la Touraine, il tenta de s'emparer du comté du Maine, mais se heurta à l'opposition d'Hugues IV du Maine et de Gervais de Château-du-Loir, évêque du Mans et au soutien que Guillaume, duc de Normandie apporta à ses ennemis. Ayant capturé (1047) et gardé prisonnier Gervais (pendant 7 ans), il fut excommunié par le pape en 1049. En 1048, il assiéga Domfront et s'en rendit brièvement maître. Il finit par prendre Le Mans en 1057, mais cette conquête ne lui survécut pas.
Il abandonne ses titres en 1060, se fait moine à Saint-Nicolas d'Angers et meurt le 14 novembre.
Ce sont ses récits transmis par tradition orale à son neveu Foulques le Réchin qui lui ont inspiré la rédaction de la Chronique des exploits des Comtes d'Anjou écrit de 1100 à 1140 par un moine angevin.

## Mariages
Il avait épousé en 1032 Agnès de Bourgogne, fille d'Otte-Guillaume, comte de Bourgogne et d'Ermentrude de Roucy, et veuve de Guillaume V le Grand, duc d'Aquitaine et comte de Poitiers. Ils n'eurent pas d'enfant et Geoffroy, alléguant une parenté au troisième degré, fit annuler le mariage en 1049 et 1052. La véritable raison est probablement l'absence d'enfants issus du mariage.
Il se remaria peu après avec Grécia, de la maison de Langeais et veuve de Berlay Ier, seigneur de Montreuil. Il la répudia pour épouser une femme de plus grande condition, Adèle, fille d'un comte Eudes, probablement de la maison de Blois, mais profita d'une parenté du 3e au 4e degré pour la répudier quand le besoin politique s'en fit sentir, reprit Grécia, et la remplaça enfin par Adélaïde « Theutonice ».
De ses différentes épouses (les moines chroniqueurs parlèrent plutôt de concubines), il n'eut aucun enfant, et ce fut son neveu Geoffroy III le Barbu, fils de sa sœur Ermengarde-Blanche, qui lui succéda.

## Sources
- FranceBalade.
- Foulques III d'Anjou.
- Michel Dillange, Les Comtes de Poitou, ducs d'Aquitaine : 778-1204, Mougon, Geste éd., coll. « Histoire », 1995, 303 p., ill., couv. ill. en coul. ; 24 cm (ISBN 2-910919-09-9, ISSN 1269-9454, BNF 35804152).
- Georges Duby, Le Chevalier, la Femme et le Prêtre, Paris, Hachette, 1981.
- Louis de Grandmaison, « Vie de Geoffroy Martel - Analyse (Notes retranscrites de la Position des Thèses pour l’école des chartes.1887 Geoffroy II dit Martel Comte d’Anjou 14 octobre 1006-14 novembre 1060) », bulletin de la Société archéologique du Vendômois,‎ 2004 (lire en ligne [PDF], consulté le 29 juillet 2018).
- Chronique des Comtes d'Anjou.